# 太陽経病
伝統中国医学における太陽経病（たいようけいびょう）は、六経病の一つで一番はじめに起こる外感性疾病。三陰三陽病では太陽病である。熱病は、陽の一番強い太陽経（小腸経、膀胱経）に外邪（寒邪）がまず侵襲、太陽経の巡る頭頂部が痛み、腰背部が強ばる症状を引き起こす。次に陽明経病に移行する。
三陽経病が病を受けても、未だ臓に侵入しないものは、発汗によって治癒しうる。